# 만촌역
만촌(만촌 더설레임 피부과)역(Manchon station, 晩村驛)은 대구광역시 수성구 만촌동 만촌네거리에 있는 대구 도시철도 2호선의 전철역이다.

## 특징
역 남쪽으로 3km 떨어진 인근에 국립대구박물관이 있으며, 만촌역 3번 출구 인근의 만촌육교(아크로타워아파트) 버스 정류장에서 환승하면 가깝게 접근할 수 있다. 인근에 무열대가 있으나, 만촌역에서는 1.4km 떨어져 있으므로 만촌육교 혹은 옛 남부정류장 시내버스 정류장에서 시내버스로 환승하여 접근해야 한다.
출구는 시내 방향에만 설치되어 있고, 만촌2동과 만촌3동에 걸쳐 있다. 만촌동 자체가 대구 시내에서 워낙 넓게 퍼져 있는 법정동 중 하나라서, 만촌1동의 인터불고호텔이나 영남제일관, 만촌체육공원, 만촌자전거경기장 쪽은 이 역보다 1호선 역인 동구청역이나 아양교역에서 더 가깝고 만촌1동 메트로팔레스 아파트 일대로 가려면 만촌역 외에 동대구역, 수성구청역에서 환승해야 한다.

## 역명의 유래
예로부터 이곳은 달성 하씨, 달성 서씨 가문 등이 문호를 차려놓고 강학에 힘쓰며 학문을 숭상하는 반면 선비의 기질에 따라 생업에는 등한시하여 농사철이 되어도 항상 이웃 마을보다 농사일이 늦어졌다고 한다. 그래서 인근 마을 주민들이 이곳을 농사일에 늦는 곳이라는 뜻에서 늦이라고 불렀던 것이 만촌이라는 마을 이름이 되었다고 한다.

## 역 구조
1면 2선의 노란색 기둥의 곡선 섬식 승강장이 있는 지하역이다. 스크린도어가 설치되어 있다.
이 역은 문양 방면은 오른쪽에, 영남대 방면은 왼쪽에 곡선이 져 있어 승강장과 열차 사이의 간격이 넓다.

## 역사
- 2005년 10월 18일 : 대구 도시철도 2호선 개통과 함께 영업 개시
- 2016년 9월 30일 : 스크린도어 설치

## 승강장
| 수성구청 ↑          |
| 하 상 \|            |
| ↓ 담티(수성대·대륜) |

| 상행 | ● 대구 도시철도 2호선 | 반월당·용산·문양 방면 |
| 하행 | ● 대구 도시철도 2호선 | 신매·사월·영남대 방면 |

- 승강장에서 반대 방향 열차로 탑승할 수 있다.

## 역 주변
| 나가는 곳 | 방면 |
| --------- | --- |
| 1         | 만촌2동 흥사단 |
| 2         | 범어4동 범어4동행정복지센터 남부시장 범어의류로데오타운 아울렛패션 익스체인지 수성아크로타워                                                             |
| 3         | 만촌네거리 오성중학교 오성고등학교 동진아파트 아진아파트 범양맨션 범일아파트 대림e-편한세상아파트 국립대구박물관 대구산업정보대학 효성백년가약 궁 아파트 |
| 4         | 만촌2동 만촌네거리 무열로 만촌2동 행정복지센터 남부시외버스터미널 군인아파트 만촌태왕리더스 외환은행 만촌동지점 월드메르디앙 유성건설 수성메트로병원     |

## 사고
2008년 2월 22일 저녁에 만촌역 내 변전소에서 전차선 급전용 차단기가 녹아 내려 2호선의 운행이 1시간 30분 동안 중단되었다.

## 승차량 변동
| 노선  | 승차 인원 | 승차 인원 | 승차 인원 | 승차 인원 | 승차 인원 | 승차 인원 | 승차 인원 | 승차 인원 | 승차 인원 | 승차 인원 | 승차 인원 | 승차 인원 | 승차 인원 | 승차 인원 | 주석 |
| 노선  | 2005년    | 2006년    | 2007년    | 2008년    | 2009년    | 2010년    | 2011년    | 2012년    | 2013년    | 2014년    | 2015년    | 2016년    | 2017년    | 2018년    | 주석 |
| ----- | --------- | --------- | --------- | --------- | --------- | --------- | --------- | --------- | --------- | --------- | --------- | --------- | --------- | --------- | ---- |
| 2호선 | 3,027     | 3,696     | 3,904     | 3,985     | 4,022     | 4,131     | 4,491     | 4,743     | 5,072     | 4,929     | 4,707     | 4,569     | 4,294     | 4,193     |      |
| 노선  | 2019년    | 2020년    | 2021년    | 2022년    |           |           |           |           |           |           |           |           |           |           |      |
| 2호선 | 4,216     |           |           |           |           |           |           |           |           |           |           |           |           |           |      |

## 갤러리

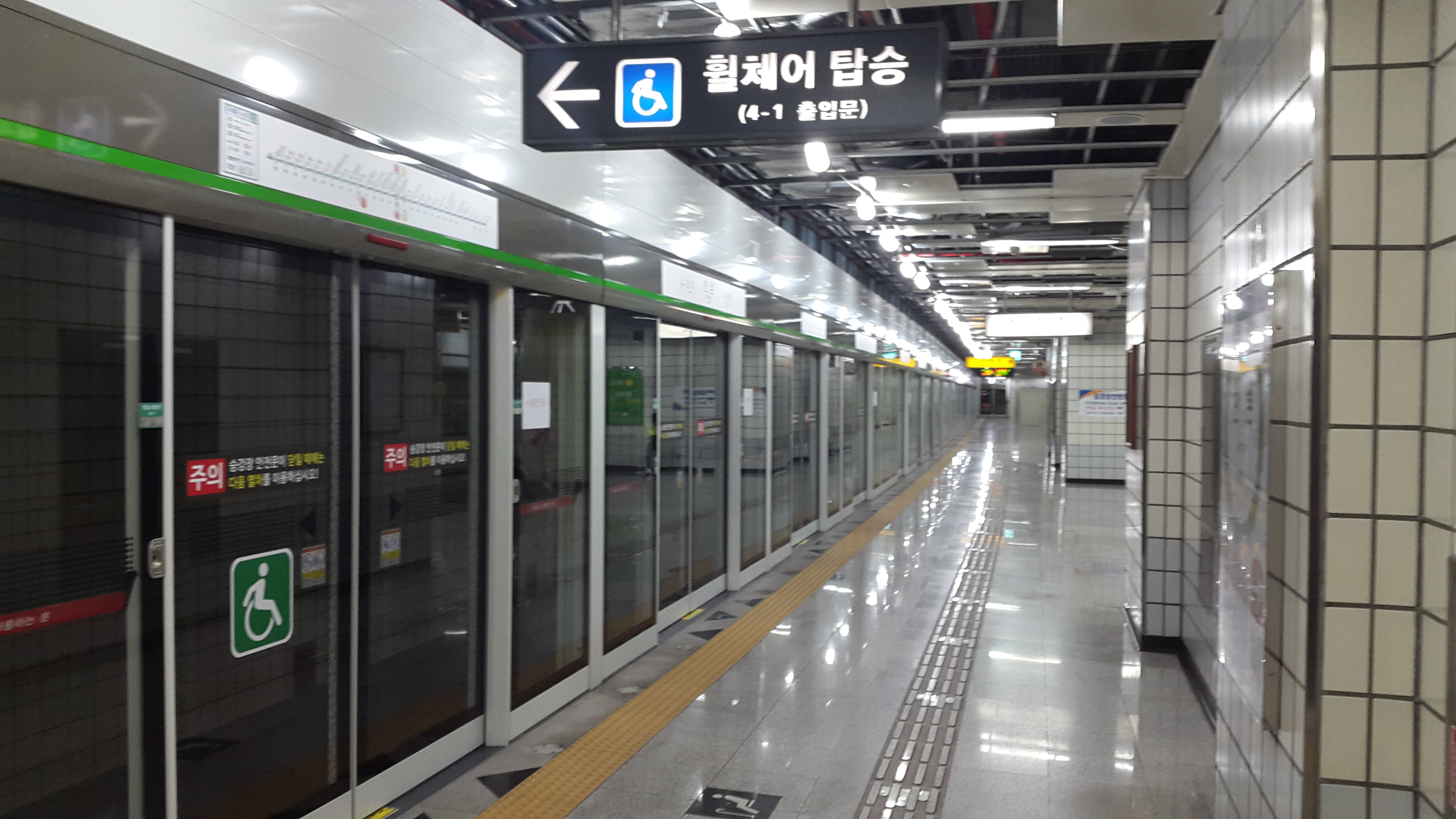
승강장(스크린도어 설치 후, 천장 밀폐 전, 승·하차 화살표 바닥 교체 전.)

## 인접한 역
| 대구 도시철도 2호선    | 대구 도시철도 2호선   | 대구 도시철도 2호선  |
| ---------------------- | --------------------- | -------------------- |
| 234 수성구청 문양 방면 | ● 대구 도시철도 2호선 | 236 담티 영남대 방면 |